# Просбол
Просбол (ивр. פרוסבול‎; др.-греч. προσβολή — наброс, приклад, подступ) — юридическая комбинация, установленная Гиллелем для обхода библейского закона о погашении в субботний год (шмита) всяких долговых обязательств.
По доктрине раввинов, Божественный закон не подлежит отмене, но его разрешается толковать согласно его духу и согласно требованиям жизни. В эпоху Второго храма, с развитием в Иудее торговли и промышленности, немыслимых без широкого кредита, всё сильнее проявлялось неудобство древнего закона, тем более что мотив, легший в основание этого закона, давно перестал существовать: в это время нечего было опасаться порабощения одного еврея другим. «Когда Гиллель Старший, — сказано в Мишне, — увидел, что народ из-за шмиты перестал давать взаймы друг другу и тем нарушает предписание Торы „Берегись, чтобы не вкралась в сердце твое подлая мысль“ и т. д., он решил установить просбол».